# Serralada de Marina
|  | No s'ha de confondre amb Serra de Marina. |

La serralada de Marina o serra de Marina és una alineació muntanyosa de la Serralada Litoral Catalana. Tradicionalment també es coneix com a serra de la Conreria, especialment a la secció meridional, a causa de l'antic lloc monàstic de la Conreria, que és al coll de Montalegre, a la zona central de la serralada, de gran renom en temps passats.
La serralada de Marina constitueix una cadena muntanyosa que s'estén en sentit sud-oest-nord-est amb una altitud moderada que mai no sobrepassa els 600 m d'altitud. Orogràficament és singular pel fet que s'alça abruptament entre la costa marina i la plana del Vallès.
És el tram de la Serralada Litoral Catalana que transcorre entre les depressions del Besòs i el coll de Parpers. Limita al SO amb la serra de Collserola i al NE amb el Corredor. Al nord davalla cap a la plana vallesana, i al sud, cap a l'estreta franja costanera del Maresme.
La serralada separa la comarca del Vallès Oriental de les del Maresme i el Barcelonès.

## Geologia

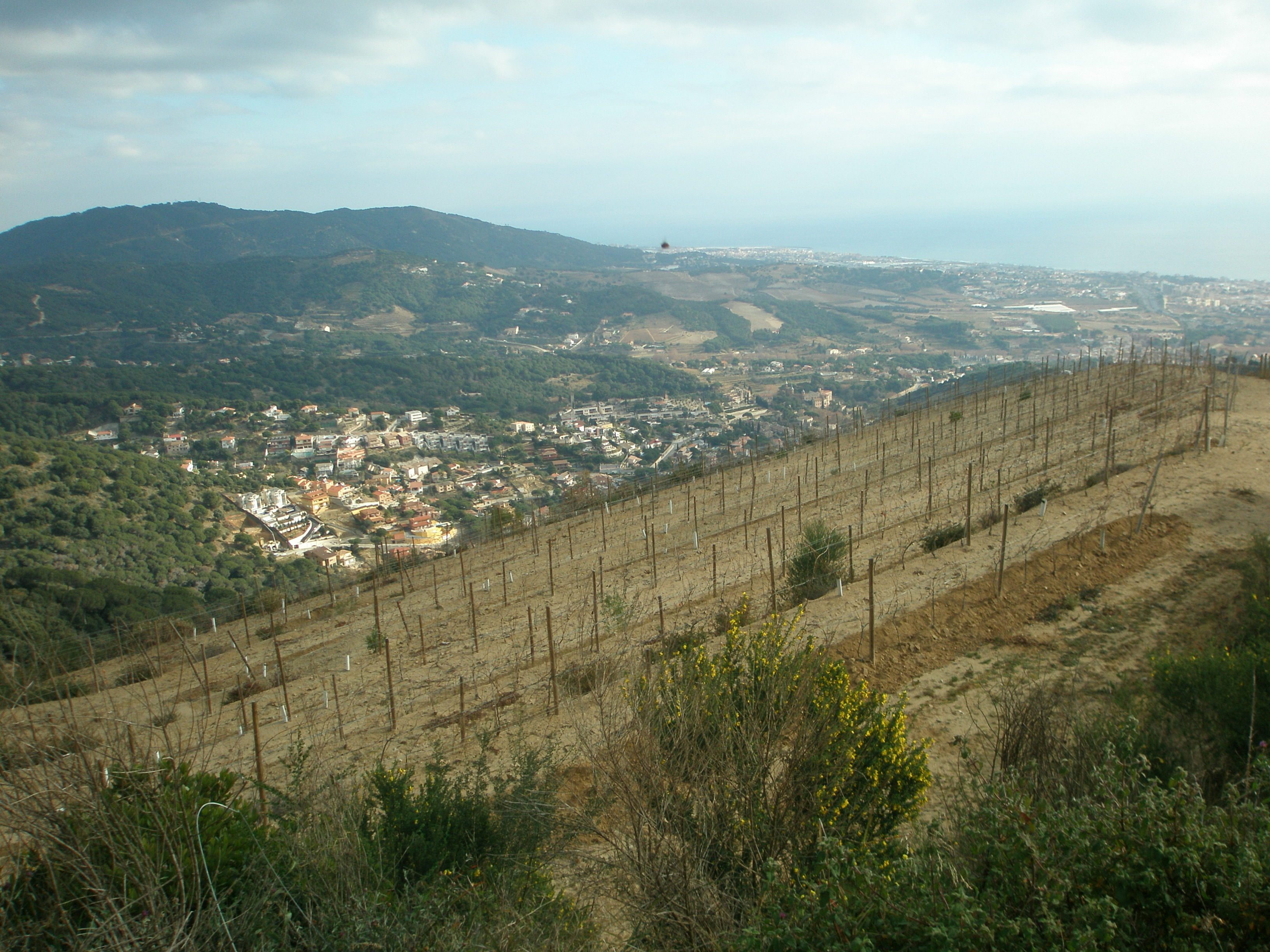
Vinyes sobre Tiana

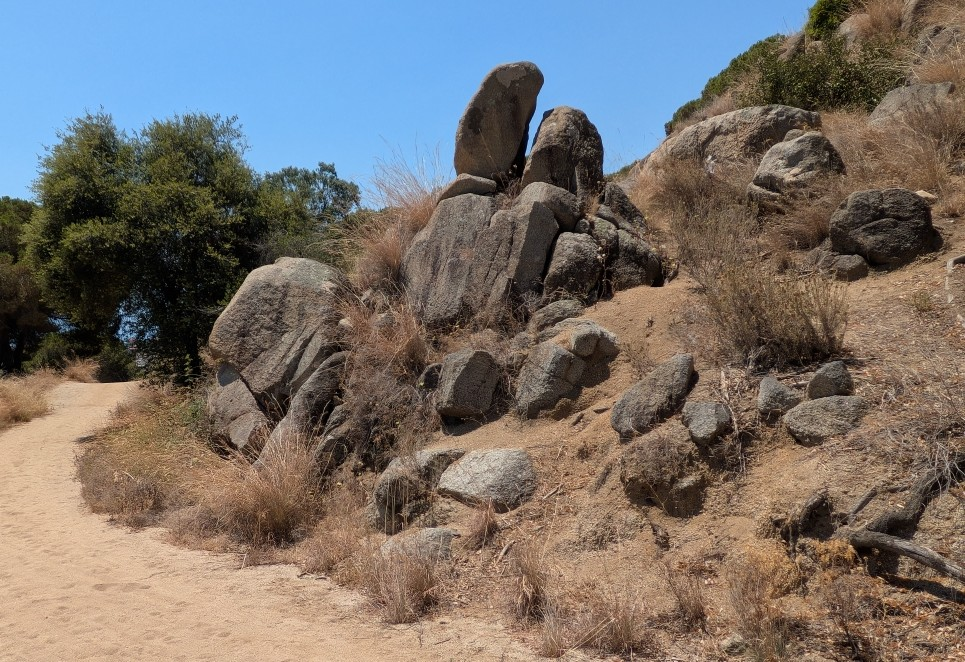
Aflorament de granit sobre Alella.

Estructuralment, la serralada de Marina forma part de l'anomenada cadena costanera catalana, que s'originà arran de l'activitat tectònica compressiva en el Paleogen i que a continuació, des del neogen fins a l'actualitat, fou sotmesa a una tectònica distensiva que modelà el sistema muntanyós tal com es coneix avui dia.
La geomorfologia de la zona la caracteritza el modelatge que pateixen les masses rocoses de granitoides. Aquests granits, en determinades condicions d'erosió, es transformen en una roca alterada de textura sorrenca que es coneix amb el nom de sauló. Aquest és, juntament amb les particularitats climàtiques de la serra, un dels factors determinants per a l'obtenció de la famosa varietat vitícola D.O. Alella.
El paisatge de la serralada litoral té com a principals estructures geològiques les anomenades boles, com ara els relleus del turó d'en Pons, al sud-oest de Premià de Dalt, i els de "monts illa" com el del turó de Céllecs, el Montcabrer i Burriac. Del Puig Castellar al turó de Galzeran, recull, a més, una bona part de miradors que ofereixen una espectacular visió de la meitat nord de l'àrea metropolitana de Barcelona i de les serres que l'envolten.
L'alteració erosiva també afecta el món subterrani i permet l'aparició dels tafonis, que són cavitats desenvolupades en els blocs de granit, com la del Forat de les Bones Dones o cova de les Encantades, a Cabrera de Mar, o les cadolles, que són concavitats formades sobre superfícies granítiques planes que evolucionen aprofundint a favor de la gravetat.
Entre els seus cims cal destacar, de SO a NE: la Coscolla de l'Amigó (466 m), el turó d'en Galzeran o d'en Mates (485 m), el turó de Figuerals (473 m), Sant Mateu (499 m), el Turó d'en Baldiri (425 m), el Turó d'en Roure (448 m), el Turó d'en Torres (407 m), el Turó Rodó (535 m), el Turó de Céllecs (534 m), el Turó d'en Cirers (472 m), el turó de Burriac (392 m) i el Montcabrer (307 m).

## Clima
El clima actual de la zona és netament mediterrani. Tanmateix, la proximitat de la serralada a la làmina marina fa que hi hagi algunes variacions entre el vessant litoral i el vessant vallesà. Les temperatures són més moderades a la costa a causa de l'efecte del mar i un xic més baixes (entre 1 i 2 °C) al vessant continental. Per altra banda, a l'hivern, a la plana vallesana són habituals les glaçades i la inversió tèrmica.
La zona està dominada per l'ambient assolellat, com ho demostra una mitjana anual de dies de sol de més de 115. La pluja és més abundant a l'interior que no pas a la costa. Al Vallès pot oscil·lar entre els 620 i els 710 mm/any. A la costa, aquesta variació és entre els 525 i els 645 mm/any. Ara bé, el règim de pluges és típicament mediterrani i això vol dir que poden caure veritables trombes d'aigua en determinats moments sobre àrees puntuals. En el cas del vessant muntanyós del Maresme, es caracteritza per la presència d'un gran nombre de valls o conques fluvials molt curtes que desguassen al mar a través de rieres. El fort pendent, l'escassa extensió de les conques, la seva creixent urbanització i, finalment, la curta distància entre la serra i el mar afavoreixen que una pluja forta no pugui ser engolida pel sòl. El resultat és una avinguda d'aigua que sobtadament omple i desborda els llits de les rieres, amb una important força erosiva. Les anomenades rierades del Maresme corresponen a precipitacions intenses, però generalment de poca durada (entre una i dues hores, amb pluges de 80 a 100 l/h).

## Hidrologia
Les dues principals conques hidrogràfiques són la del riu Besòs (amb els rius Mogent i Besòs com a principals), que flanqueja la serra litoral pel vessant vallesà i la separa físicament de la plana i que concentra un important aqüífer al·luvial, i, al costat marítim, la de la riera d'Argentona, que sobrepassa els 5 km de longitud. La resta és una munió de rieres de curt recorregut i fort pendent que duen aigua només quan plou (llevat de les rieres de Clarà i de Riudemeia i els torrents de Cuquet i Sant Bartomeu, que presenten un curs continu, però dèbil). Tot i que a la zona no hi ha aigües termals subterrànies, hi ha aigües associades a emanacions gasoses de diòxid de carboni endogen amb implicacions geotèrmiques, com és el cas de les fonts picants de Cabrera de Mar (actualment tancada) i Argentona.
La Vallalta és una estreta vall que circula per la serra de Marina als contraforts del massís del Montnegre al Maresme. Transcorre entre els municipis d'Arenys de Munt, Canet de Mar i Sant Pol de Mar, a la riba de la mateixa riera, i hi trobem Sant Iscle de Vallalta i Sant Cebrià de Vallalta

## Vegetació i fauna
Per la seva situació geogràfica, la serralada de Marina es troba de ple en la regió biogeogràfica mediterrània, amb una notable riquesa d'espècies i una gran diversitat de sistemes naturals.
A grans trets, l'orientació obaga dels vessants vallesans de la serralada permet que s'hi donin les formacions pròpies de zones més humides, com ara els alzinars i les rouredes, els primers inclosos entre els hàbitats d'interès comunitari, que mostren una regeneració natural molt bona després de l'incendi del 1994. A l'obaga de la serra de Marina, s'hi descriu l'alzinar litoral esclarissat, que és la formació més abundant, però, en realitat, en funció del racó, es pot trobar una brolla d'estepes i bruc boal, una zona amb predominança d'estepa o àrees més degradades.
Els sistemes naturals dels vessants del solell són propis de zones eixutes, de creixement més lent i, en conseqüència, de menor desenvolupament durant el procés de regeneració després de pertorbacions. A les carenes de solell destaca el garrigar, però també es poden trobar elements de l'alzinar esclarissat, de la brolla d'estepes i bruc boal, taques d'albada i, fins i tot, clapes de llistonar.
Als vessants de solell pot dominar la brolla d'albada, que es pot barrejar amb clapes de garrigar, clapes d'estepes, prats d'albellatge, etc. La vegetació d'aquestes orientacions està constituïda principalment per comunitats arbustives i herbàcies, amb algunes clapes arbòries, principalment de pi pinyer. Hi ha nombroses formacions de gran interès per la seva raresa, vulnerabilitat, singularitat i estat de conservació, com els prats d'albellatge, reconeguts com d'interès comunitari, i les brolles, garrigues i màquies, de gran diversitat florística i faunística.
Una menció especial es mereixen les comunitats de ribera, d'extrem interès intrínsec per l'acumulació de valors naturals i funcionals, ja que constitueixen una veritable xarxa de connectors biològics que permeten el manteniment dels fluxos entre les diverses zones del parc. Entre les principals comunitats cal destacar els alocars que encara es mantenen al llarg de diverses rieres del vessant costaner i els magnífics boscos de ribera del vessant del Besòs, amb espècies tan significatives com el vern, l'avellaner i el roure africà. Totes aquestes comunitats estan incloses entre els hàbitats d'interès comunitari i són els darrers reductes d'aquests ecosistemes.
Els alocars representen una de les comunitats més especials de la serra de Marina pel fet que a Catalunya només es troben dues grans taques de distribució de l'alocar (Vinco-Viticetum agni-casti): una a la conca baixa del riu Ebre i una altra al nord-est, de la qual les poblacions de la Serralada Litoral significarien el límit meridional. En aquesta comunitat, pròpia de les rambles mediterrànies, s'hi troben l'aloc (Vitex agnus-castus), el magraner (Punica granatum), l'òlbia (Lavatera olbia), la barretera (Petasites fragans) i la vinca grossa (Vinca major). Actualment, però, molts trams de l'alocar estan força degradats i envaïts pel canyar i la bardissa, que hi són dominants. Tot i això, es mantenen alguns trams ben conservats, on l'alocar forma franges força amples a banda i banda dels torrents i on es troben alocs de dimensions remarcables. Així, cal esmentar la riera de Canyet (amb uns 200 m d'alocar i amb alocs que tenen soques d'uns 30 cm de diàmetre) i el torrent de Pomar. A Sant Jeroni de la Murtra es localitza l'alocar més ben conservat, amb una longitud d'uns 300 m, entre la bassa de Sant Jeroni i l'autopista B-20.
Pel que fa a les plantes amb flor, el catàleg és molt més complet. És remarcable la presència d'espècies de caràcter eurosiberià, com el vern (Alnus glutinosa), el grèvol (Ilex aquifolium), l'evònim (Euonymus europaeus) i l'auró negre  (Acer monspessulanum). Onze espècies tenen el límit meridional de distribució en aquesta zona i tres (Ampelodesmos mauritanica, Anthyllis cytisoides i Solanum rostratum) hi tenen el límit septentrional. Així mateix, s'hi localitzen tres endemismes catalans: Ophrys catalaunica, Salvia nemorosa ssp. valentina i Sarothamnus catalaunicus.
La serra de Marina es troba a la regió zoogeogràfica del paleàrtic, en una regió semiàrida de la zona bioclimàtica subtropical subhumida, amb un clima típicament mediterrani. Al vessant de solell, la insolació és important, tot i que la proximitat del mar proporciona una humitat ambiental més elevada que la que correspondria a un clima mediterrani continental. Amb aquestes condicions, en què dominen les formacions arbustives baixes, a la zona s'hi troben espècies de fauna pròpies dels espais oberts, algunes força rares a Catalunya, com és el cas de determinats ocells migratoris transsaharians.
Al vessant obac, encarat al riu Besòs, on abunden les masses forestals de pins i alzines, hi domina una fauna forestal i de zones arbustives altes. També hi ha alguns ambients frescals força humits a les fondalades dels torrents, on es poden trobar retalls de vegetació de la regió humida superior propis de la zona bioclimàtica temperada. En aquests ambients d'influència eurosiberiana, amb arbres de fulla caduca, s'hi localitzen espècies de fauna forestal eurosiberiana de gran raresa en el conjunt de la serra.
Finalment, cal esmentar la importància de la serralada en la migració dels ocells, ja que la zona estudiada es troba dins la ruta migratòria de la Mediterrània occidental. Els ocells fan desplaçaments seguint referents geogràfics determinats. Un és, de manera aproximada, la línia de carenes de la Serralada Litoral. Aquesta línia presenta un predomini dels desplaçaments en sentit NE.

## Turisme i lleure

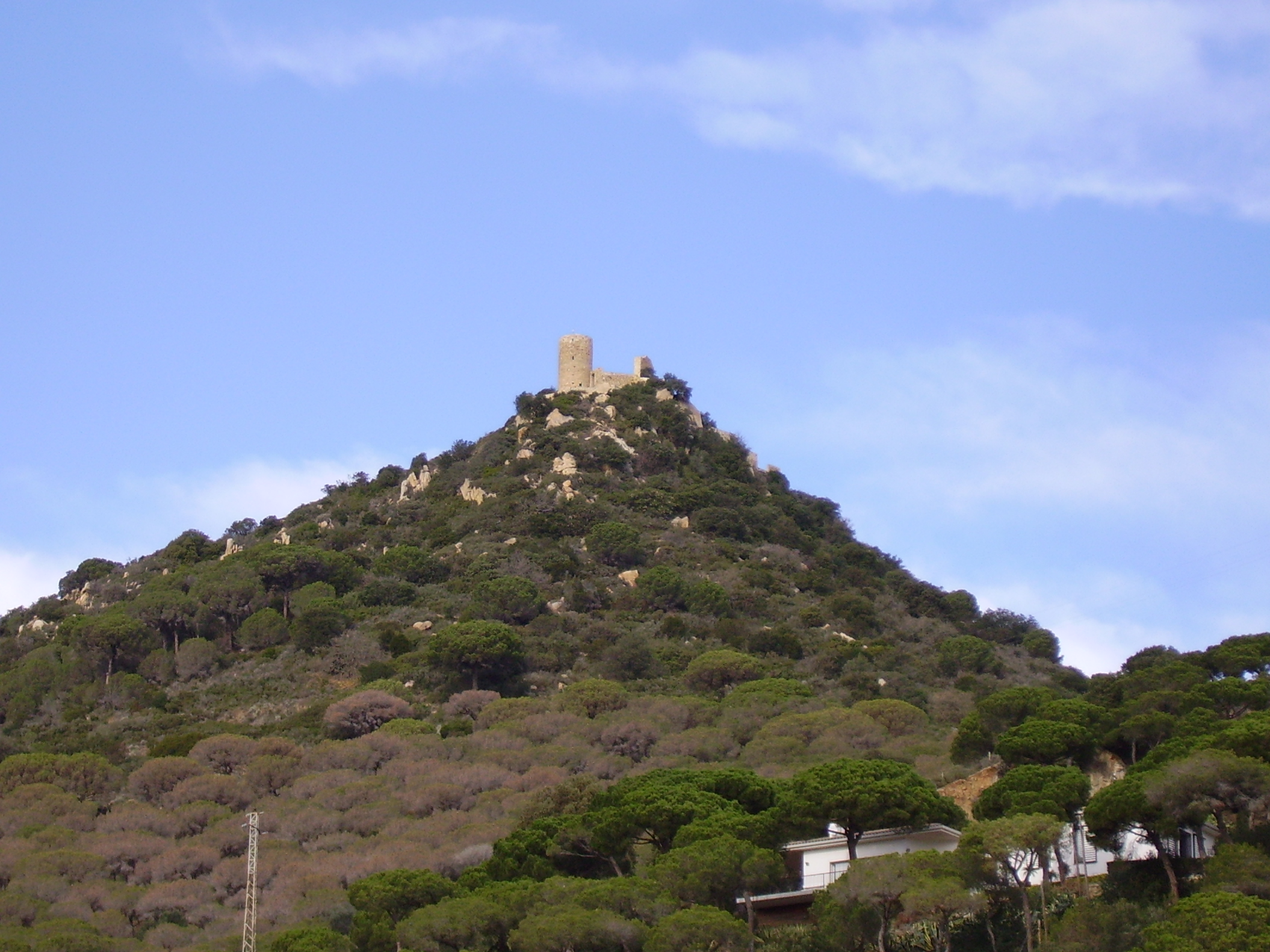
El castell de Burriac

La serra de la Marina inclou dos parcs naturals: el Parc de la Serralada Litoral i el Parc de la Serra de Marina, de 4.053 i 2.086 ha protegides, respectivament.
Aquests dos parcs inclouen alguns itineraris per a la pràctica del senderisme, com són l'Itinerari de la Roca d'en Toni, la Ruta de l'Esquirol i la Creu de Montcabrer. A més a més, el Sender de Gran Recorregut GR 92 travessa la serra en dues etapes: l'etapa 16, del coll de Bordoi al coll de la Font de Cera, i l'etapa 17, del coll de la Font de Cera a Montcada.
També s'hi poden fer nombrosos itineraris de bicicleta de muntanya, alguns dels quals permeten travessar tota la serra passant per les cotes més altes.
Com a patrimoni cultural per visitar hi ha la cartoixa de Montalegre, Sant Jeroni de la Murtra i Sant Pere de Reixac, a més de nombroses masies, que a les parts baixes originen a un paisatge agrícola i forestal d'un gran atractiu.
Entre els jaciments arqueològics hi ha els dòlmens de la Roca d'en Toni, can Gol I i can Gol II i de Céllecs; els abrics d'enterrament, com la cova de la Granota i la cova d'en Pau, i pintures rupestres com la Pedra de les Orenetes. Les restes històriques ibèriques més interessants són les dels poblats de Burriac, Castellruf, Cadira del Bisbe i el Turó Gros de Céllecs. De l'època romana queden restes de la Via Romana de Parpers, de la vil·la romana de Can Sentromà i del pont romà de Parpers.
El poblat ibèric del Puig Castellar és al terme municipal de Santa Coloma de Gramenet, al cim del turó del Pollo (303 m).
Però potser un dels elements patrimonials més destacables són els castells (tots considerats Béns Culturals d'Interès Nacional, BCIN), com els de Burriac, la Roca, Castellruf i Sant Miquel.

## Protecció
La serralada de Marina té als seus vessants una sèrie d'urbanitzacions i pedreres que des de principis del segle xx hi ha deixat moltes zones degradades i han causat una massiva destrucció de l'hàbitat i de les espècies vegetals i animals de les muntanyes. Per reduir el gran impacte ambiental que pateix aquesta serra, la Diputació de Barcelona ha creat dos parcs naturals que oficialment en protegeixen alguns sectors:
- Parc de la Serralada Litoral (4.053 ha)
- Parc de la Serralada de Marina (2.086 ha)